# Zágoni Attila (író)
Zágoni Attila (írói álneve: Kovásznai Zoltán; Kovászna, 1945. október 28. – Kolozsvár, 1989. április 19.) erdélyi magyar író, újságíró. Felesége Zágoni Olga (1948), fia Zágoni Balázs (1975) és Zágoni Bálint (1982).

## Életútja
Szülővárosában érettségizett 1964-ben, a BBTE bölcsészkarán magyar nyelv- és irodalom szakos tanári oklevelet 1968-ban szerzett. Egy évig tanított Papolcon, 1969–70 között az Előre szerkesztője, 1970 őszétől haláláig a Falvak Dolgozó Népe riportere. A lapban 1970–80 között számos, a népi mesterségekről és mesterekről (a korondi Páll Antal, István Lajos és Józsa János fazekasok, a pürkereci Piroska János kovácsmester, a szilágybagosi Lukács Mihály kádár, a fazakasvarsándi Kalmár Lajos hegedűkészítő) vagy a népi értékeket mentő értelmiségiekről (Nemes Zoltánné, Ráduly János) írott riportja néprajzi szempontból is forrásértékű. A lapban megjelent érdekesebb riportokból (részben saját írásaiból) Cseke Péterrel közösen szerkesztette a Kötések, sodrásban c. kötetet (Bukarest, 1980).
Forrás-kötete (Jégbe hűtött szerencse, Bukarest, 1978) humoreszkeket, szatírákat, irodalmi paródiákat tartalmaz. Kabaréjelenetei, villámtréfái, egyfelvonásosai az irodalmi színpadok, népszínházi együttesek kedvelt műsorszámai voltak. „Ám ő – amint Cseke Péter írja – a bemutatókra is úgy utazott el, hogy táskájából sosem hiányoztak a parodizálásra kiszemelt írók művei.” A sepsiszentgyörgyi Állami Magyar Színház nagy sikerű 1985-ös kabaréját teljes egészében ő írta. Sóderhivatal (Bukarest, 1981), majd Sánta Pegazus (Bukarest, 1984) c. köteteivel sajnálatosan korán lezárult életpályája.

## Kötetei
- Jégbe hűtött szerencse. Humoreszkek, szatírák, paródiák; Kriterion, Bukarest, 1978 (Forrás)
- Kötések, sodrásban. Szociográfiai riportok; összeáll. Cseke Péter, Zágoni Attila; Politikai Bukarest, 1980
- A sóderhivatal. Paródiák; Kriterion, Bukarest, 1981
- Sánta pegazus. Humoreszkek, paródiák; Kriterion, Bukarest, 1985
- Kozmikus potyautas. Irodalmi paródiák, humoreszkek; Koinónia, Cluj, 2015
- Válogatott paródiák és humoreszkek; vál. Ferenczes István; Székelyföld Alapítvány, Csíkszereda, 2021 (Székely könyvtár)